# Francisco Betancourt
Pour les articles homonymes, voir Betancur.
Francisco Betancourt Cocinero, né le 4 février 1913 à Badalone et mort le 28 mars 1998 à Barcelone, est un footballeur espagnol qui jouait au poste d'attaquant dans les années 1930 et 1940. Il devient entraîneur.

## Biographie
Fils d'un père cubain et d'une mère catalane, Francisco Betancourt commence à jouer au football à l'âge de 8 ans avec l'Atlètic Fortpienc. 
Il joue ensuite au FC Gràcia de 1928 à 1931.
En 1931, il rejoint le CF Badalona où il devient l'idole des supporters aussi bien pour son habileté balle au pied que pour sa sympathie. Il reste pendant neuf saisons au club.
En 1940, il rejoint le CE Sabadell, qui joue en deuxième division.
En 1942, à l'âge de 29 ans, il est recruté par le FC Barcelone. Il débute en match officiel le 27 septembre 1942 face au Real Madrid lors de la 1re journée de championnat (défaite 3 à 0). Avec Barcelone, il joue un total de 14 matches officiels (13 en Liga et un en Coupe d'Espagne) et 55 matches non officiels. Il marque trois buts en Liga. Il est le troisième joueur noir à avoir joué au Barça après les Brésiliens Jaguare de Besveconne Vasconcellos et Fausto dos Santos, mais le premier à avoir joué des matches officiels.
En 1944, il quitte le Barça pour rejoindre le Constància d'Inca. Puis en 1945, il est recruté par le Girona FC.
À partir de 1946, il joue avec le FC Martinenc, où il reste jusqu'en 1950. Il y exerce la fonction de joueur-entraîneur.
Il met un terme à sa carrière avec son club de cœur, le CF Badalona, lors de la saison 1950-1951. Le bilan de sa carrière professionnelle en championnat s'élève à 13 matchs en première division, et 7 matchs en deuxième division, pour un total de 3 buts.
Francisco Betancourt devient ensuite entraîneur, travaillant dans divers clubs catalans notamment avec le FC Martinenc, l'UE Tàrrega, le CE Mataró, le CE Europa, l'Atlètic Ciutadella, le Palamós CF, le CF Ripoll et le CE Sant Cugat.